# Vestido da Union Jack

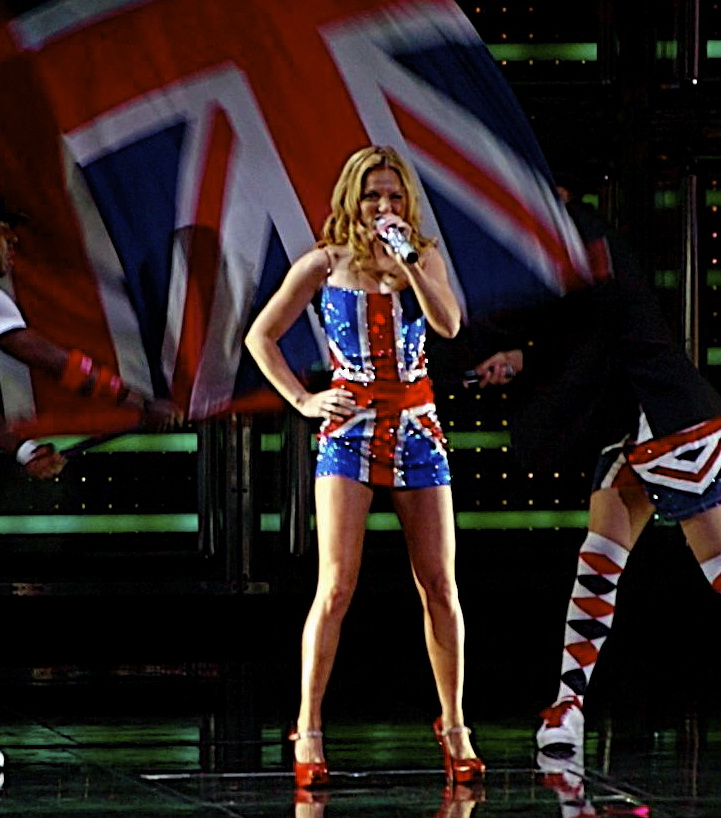
Halliwell se apresentando em turnê usando o remake do vestido Union Jack

O Vestido da Union Jack era uma peça de roupa usada pela cantora Geri Halliwell das Spice Girls no BRIT Awards de 1997. O mini-vestido exibia uma Bandeira do Reino Unido, a Union Jack, na frente, e um símbolo branco da CND estampado na parte de trás do vestido preto. No dia seguinte, as imagens do vestido estampou a primeira página de vários jornais em todo o mundo, e agora é lembrado como um dos momentos da cultura pop mais emblemáticos da década de 1990 e da história do Brit Awards. O vestido tornou-se sinônimo das Spice Girls, Halliwell e as noções de Girl Power, e Cool Britannia.
Segundo o jornal britânico The Daily Telegraph, o vestido chegou ao topo em uma pesquisa online de 2010 para encontrar os 10 vestidos mais icônicos dos últimos 50 anos, batendo outras roupas memoráveis como o vestido branco de sete anos de Marilyn Monroe e o vestido de casamento da Princesa Diana. Em 2016, o vestido foi eleito o "Momento da Moda britânica mais inspirador" em uma pesquisa on-line conduzida pela loja britânica online Very.
O desempenho no vestido da Union Jack ganhou a performance memorável de 30 anos no Brit Awards. O vestido manteve o Recorde Mundial do Guinness como a peça mais cara vendida em um leilão de roupas por uma popstar, sendo vendida por £ 41.320 em 1998.

## Criação
No BRIT Awards de 1997, as Spice Girls estavam agendadas para se apresentar, além de serem nomeadas para cinco prêmios, dois dos quais venceram. O mini vestido preto da Gucci que Halliwell foi dada para se apresentar a preocupava, pois ela achava que era muito "chato". Então Halliwell decidiu que queria "celebrar ser britânico", então ela pediu a sua irmã para costurar uma toalha de chá da Union Jack para a frente como um gesto patriótico. Depois de Karen, sua irmã, ter costurado o pano de prato, Geri decidiu usá-lo enquanto cantava "Who Do You Think You Are" (com trechos de "Wannabe") no BRIT Awards em 24 de fevereiro. 1997.

### Venda
Em 1998, um ano depois de Halliwell se apresentar no vestido, leiloou na filial londrina da Sotheby's por 41.320 libras. O comprador foi Peter Morton, em nome do Hard Rock Hotel e Casino, em Las Vegas, que exibiu a peça de roupa como memorabilia pop. Morton lance via telefone e bateu outros licitantes, como o The Sun. Halliwell viu a "oferta frenética", e bateu o martelo após o lance final. O vestido foi originalmente avaliado em £ 12.000, mas, finalmente, ele rendeu £ 36.200 (que, com a comissão de 15%, totalizou £ 41.320). Halliwell deu o lucro da venda de roupas para uma instituição de caridade para tratamento de câncer infantil. A BBC comentou sobre a venda, dizendo que "marca o fim das ligações de Geri com a imagem Girl Power do passado". Ele detém o Recorde Mundial do Guinness para a peça mais cara de roupas popstar em leilão. O vestido foi um dos muitos itens de memorabilia das Spice Girls vendidos no leilão, onde as vendas totais atingiram £ 146.511 para caridade. O leilão de 1998, com Halliwell leiloando o vestido da Union Jack como o lote final, pode ser visto no documentário Geri, da cineasta de documentários Molly Dineen.

### Remake de 2007
Para a turnê de reunião das Spice Girls de 2007, chamada de The Return of the Spice Girls, o estilista Roberto Cavalli projetou para Halliwell um novo vestido da Union Jack baseado no original. A nova versão apareceu ligeiramente mais longa e a bandeira foi feita de strass e cristais Swarovski. Foi relatado por vários meios de comunicação que Halliwell havia tentado comprar de volta o vestido original antes do início de sua turnê mundial.
Halliwell afirmou que à frente da The O2 Arena data que "nós somos uma banda britânica e seriamente orgulhosos em pilotar a bandeira. Sair no vestido da Union Jack será especial". Halliwell declarou em uma entrevista posterior que ela "gostou" do novo vestido e que ela decidiu mantê-lo como memorabilia.

### Faixa de roupas 2012
Em 2012, Halliwell desenhou uma gama de roupas baseada no vestido.